# Élections législatives de 1968 dans la Seine-Maritime
Les élections législatives françaises de 1968 se déroulent les 23 et 30 juin 1968. Dans le département de la Seine-Maritime, dix députés sont à élire dans le cadre de dix circonscriptions.

## Élus
| Circonscription | Député sortant    | Parti | Parti       | Député élu ou réélu | Parti | Parti       |
| --------------- | ----------------- | ----- | ----------- | ------------------- | ----- | ----------- |
| 1re             | Roger Dusseaulx   |       | UDR         | Roger Dusseaulx     |       | UDR         |
| 2e              | Tony Larue        |       | FGDS (SFIO) | Tony Larue          |       | FGDS (SFIO) |
| 3e              | Roland Leroy      |       | PCF         | Roland Leroy        |       | PCF         |
| 4e              | Colette Privat    |       | PCF         | Olivier de Sarnez   |       | UDR         |
| 5e              | André Bettencourt |       | RI          | André Bettencourt   |       | RI          |
| 6e              | Maurice Georges   |       | UDR         | Maurice Georges     |       | UDR         |
| 7e              | André Duroméa     |       | PCF         | André Duroméa       |       | PCF         |
| 8e              | Roger Fossé       |       | UDR         | Roger Fossé         |       | UDR         |
| 9e              | Raymond Offroy    |       | UDR         | Raymond Offroy      |       | UDR         |
| 10e             | Georges Delatre   |       | UDR         | Georges Delatre     |       | UDR         |

## Résultats

### Résultats à l'échelle du département
| Parti          | Parti                                           | Premier tour | Premier tour | Second tour | Second tour | Sièges |
| Parti          | Parti                                           | Voix         | %            | Voix        | %           | Sièges |
| -------------- | ----------------------------------------------- | ------------ | ------------ | ----------- | ----------- | ------ |
|                | Union pour la défense de la République          | 165 573      | 33,10        | 114 827     | 40,13       | 6      |
|                | Républicains indépendants                       | 53 914       | 10,78        | 24 693      | 8,63        | 1      |
|                | Divers droite (gaulliste)                       | 7 074        | 1,41         | Retrait     | Retrait     | 0      |
|                | Union des républicains de progrès               | 226 561      | 45,30        | 139 520     | 48,76       | 7      |
|                |                                                 |              |              |             |             |        |
|                | Section française de l'Internationale ouvrière  | 39 365       | 7,87         | 55 600      | 19,43       | 1      |
|                | Convention des institutions républicaines       | 15 413       | 3,08         |             |             | 0      |
|                | Parti radical                                   | 4 526        | 0,90         | 0           |             |        |
|                | Fédération de la gauche démocrate et socialiste | 59 304       | 11,86        | 55 600      | 19,43       | 1      |
|                |                                                 |              |              |             |             |        |
|                | Parti communiste français                       | 136 539      | 27,30        | 91 029      | 31,81       | 2      |
|                | Progrès et démocratie moderne                   | 54 617       | 10,92        | Retrait     | Retrait     | 0      |
|                | Parti socialiste unifié                         | 23 146       | 4,63         |             |             | 0      |
|                |                                                 |              |              |             |             |        |
| Inscrits       | Inscrits                                        | 625 071      | 100,00       | 381 066     | 100,00      | 10     |
| Abstentions    | Abstentions                                     | 115 916      | 18,54        | 85 583      | 22,46       |        |
| Votants        | Votants                                         | 509 155      | 81,46        | 295 483     | 77,54       |        |
| Blancs et nuls | Blancs et nuls                                  | 8 988        | 1,77         | 9 334       | 3,16        |        |
| Exprimés       | Exprimés                                        | 500 167      | 98,23        | 286 149     | 96,84       |        |

### Résultats par circonscription

#### Première circonscription (Rouen-Nord)
| Candidat                    | Candidat                      | Parti          | Premier tour | Premier tour | Second tour | Second tour |  |
| Candidat                    | Candidat                      | Parti          | Voix         | %            | Voix        | %           |  |
| --------------------------- | ----------------------------- | -------------- | ------------ | ------------ | ----------- | ----------- |  |
|                             | Roger Dusseaulx sortant réélu | UDR (URP)      | 19 709       | 41,25        | 26 623      | 62,5        |  |
|                             | Jean Lecanuet                 | CD (PDM)       | 12 499       | 26,16        | Retrait     | Retrait     |  |
|                             | Victor Blot                   | PCF            | 11 401       | 23,86        | 15 973      | 37,5        |  |
|                             | Robert Dubreuil               | PSU            | 4 168        | 8,72         |             |             |  |
|                             |                               |                |              |              |             |             |  |
| Inscrits                    | Inscrits                      | Inscrits       | 62 364       | 100,00       | 62 364      | 100,00      |  |
| Abstentions                 | Abstentions                   | Abstentions    | 13 967       | 22,4         | 16 934      | 27,15       |  |
| Votants                     | Votants                       | Votants        | 48 397       | 77,6         | 45 430      | 72,85       |  |
| Blancs et nuls              | Blancs et nuls                | Blancs et nuls | 620          | 1,28         | 2 834       | 6,24        |  |
| Exprimés                    | Exprimés                      | Exprimés       | 47 777       | 98,72        | 42 596      | 93,76       |  |
| Source : Gallica et CEVIPOF |                               |                |              |              |             |             |  |

#### Deuxième circonscription (Elbeuf)
| Candidat                    | Candidat                 | Parti          | Premier tour | Premier tour | Second tour | Second tour |  |
| Candidat                    | Candidat                 | Parti          | Voix         | %            | Voix        | %           |  |
| --------------------------- | ------------------------ | -------------- | ------------ | ------------ | ----------- | ----------- |  |
|                             | Tony Larue sortant réélu | FGDS (SFIO)    | 19 368       | 35,07        | 32 671      | 62          |  |
|                             | Roger Parment            | UDR (URP)      | 19 182       | 34,73        | 20 025      | 38          |  |
|                             | Henri Levillain          | PCF            | 14 646       | 26,52        | Retrait     | Retrait     |  |
|                             | Michel Canaple           | PSU            | 2 034        | 3,68         |             |             |  |
|                             |                          |                |              |              |             |             |  |
| Inscrits                    | Inscrits                 | Inscrits       | 68 778       | 100,00       | 68 748      | 100,00      |  |
| Abstentions                 | Abstentions              | Abstentions    | 12 641       | 18,38        | 15 238      | 22,17       |  |
| Votants                     | Votants                  | Votants        | 56 137       | 81,62        | 53 510      | 77,83       |  |
| Blancs et nuls              | Blancs et nuls           | Blancs et nuls | 907          | 1,62         | 814         | 1,52        |  |
| Exprimés                    | Exprimés                 | Exprimés       | 55 230       | 98,38        | 52 696      | 98,48       |  |
| Source : Gallica et CEVIPOF |                          |                |              |              |             |             |  |

#### Troisième circonscription (Rouen-Sud)
| Candidat                    | Candidat                   | Parti                     | Premier tour | Premier tour | Second tour | Second tour |  |
| Candidat                    | Candidat                   | Parti                     | Voix         | %            | Voix        | %           |  |
| --------------------------- | -------------------------- | ------------------------- | ------------ | ------------ | ----------- | ----------- |  |
|                             | Roland Leroy sortant réélu | PCF                       | 19 843       | 37,62        | 25 463      | 50,77       |  |
|                             | Claude Blaiset             | RI (URP)                  | 14 413       | 27,33        | 24 693      | 49,23       |  |
|                             | Gérard Vittet              | Divers droite (Gaulliste) | 7 074        | 13,41        | Retrait     | Retrait     |  |
|                             | Henri Lagrange             | CD (PDM)                  | 4 299        | 8,15         |             |             |  |
|                             | Roland Brière              | FGDS (SFIO)               | 4 218        | 8            |             |             |  |
|                             | André Macé                 | PSU                       | 2 897        | 5,49         |             |             |  |
|                             |                            |                           |              |              |             |             |  |
| Inscrits                    | Inscrits                   | Inscrits                  | 67 348       | 100,00       | 67 334      | 100,00      |  |
| Abstentions                 | Abstentions                | Abstentions               | 13 802       | 20,49        | 15 519      | 23,05       |  |
| Votants                     | Votants                    | Votants                   | 53 546       | 79,51        | 51 815      | 76,95       |  |
| Blancs et nuls              | Blancs et nuls             | Blancs et nuls            | 802          | 1,5          | 1 659       | 3,2         |  |
| Exprimés                    | Exprimés                   | Exprimés                  | 52 744       | 98,5         | 50 156      | 96,8        |  |
| Source : Gallica et CEVIPOF |                            |                           |              |              |             |             |  |

#### Quatrième circonscription (Pavilly)
| Candidat         | Candidat                | Parti          | Premier tour | Premier tour | Second tour | Second tour |  |
| Candidat         | Candidat                | Parti          | Voix         | %            | Voix        | %           |  |
| ---------------- | ----------------------- | -------------- | ------------ | ------------ | ----------- | ----------- |  |
|                  | Colette Privat sortante | PCF            | 18 476       | 34,7         | 23 499      | 46,28       |  |
|                  | Olivier de Sarnez élu   | UDR (URP)      | 15 186       | 28,52        | 27 280      | 53,72       |  |
|                  | Alain Brajeux           | CD (PDM)       | 7 388        | 13,88        | Retrait     | Retrait     |  |
|                  | Jacques Bourgeois       | RI             | 6 652        | 12,49        |             |             |  |
|                  | Alain Sadourny          | FGDS (CIR)     | 3 529        | 6,63         |             |             |  |
|                  | Henri Lemare            | PSU            | 2 015        | 3,78         |             |             |  |
|                  |                         |                |              |              |             |             |  |
| Inscrits         | Inscrits                | Inscrits       | 66 787       | 100,00       | 66 684      | 100,00      |  |
| Abstentions      | Abstentions             | Abstentions    | 12 474       | 18,68        | 13 847      | 20,77       |  |
| Votants          | Votants                 | Votants        | 54 313       | 81,32        | 52 837      | 79,23       |  |
| Blancs et nuls   | Blancs et nuls          | Blancs et nuls | 1 067        | 1,96         | 2 058       | 3,89        |  |
| Exprimés         | Exprimés                | Exprimés       | 53 246       | 98,04        | 50 779      | 96,11       |  |
| Source : CEVIPOF |                         |                |              |              |             |             |  |

#### Cinquième circonscription (Fécamp)
|                  | André Bettencourt sortant réélu | RI (UDR)       | 32 849 | 64,11  |  |  |  |
|                  | Albert Duquenoy                 | PCF            | 12 172 | 23,75  |  |  |  |
|                  | Pierre Roussel                  | PSU            | 6 219  | 12,14  |  |  |  |
|                  |                                 |                |        |        |  |  |  |
| Inscrits         | Inscrits                        | Inscrits       | 64 435 | 100,00 |  |  |  |
| Abstentions      | Abstentions                     | Abstentions    | 11 586 | 17,98  |  |  |  |
| Votants          | Votants                         | Votants        | 52 849 | 82,02  |  |  |  |
| Blancs et nuls   | Blancs et nuls                  | Blancs et nuls | 1 609  | 3,04   |  |  |  |
| Exprimés         | Exprimés                        | Exprimés       | 51 240 | 96,96  |  |  |  |
| Source : CEVIPOF |                                 |                |        |        |  |  |  |

#### Sixième circonscription (Le Havre-Ouest)
|                             | Maurice Georges sortant réélu | UDR (URP)      | 32 905 | 50,07  |  |  |  |
|                             | Jacques Eberhard              | PCF            | 16 794 | 25,56  |  |  |  |
|                             | Georges Alliot                | CD (PDM)       | 7 797  | 11,87  |  |  |  |
|                             | Marcel Thieulent              | FGDS (CIR)     | 4 599  | 7      |  |  |  |
|                             | Louis Pointier                | PSU            | 3 619  | 5,51   |  |  |  |
|                             |                               |                |        |        |  |  |  |
| Inscrits                    | Inscrits                      | Inscrits       | 81 547 | 100,00 |  |  |  |
| Abstentions                 | Abstentions                   | Abstentions    | 15 026 | 18,43  |  |  |  |
| Votants                     | Votants                       | Votants        | 66 521 | 81,57  |  |  |  |
| Blancs et nuls              | Blancs et nuls                | Blancs et nuls | 807    | 1,21   |  |  |  |
| Exprimés                    | Exprimés                      | Exprimés       | 65 714 | 98,79  |  |  |  |
| Source : Gallica et CEVIPOF |                               |                |        |        |  |  |  |

#### Septième circonscription (Le Havre-Est)
| Candidat         | Candidat                    | Parti          | Premier tour | Premier tour | Second tour | Second tour |  |
| Candidat         | Candidat                    | Parti          | Voix         | %            | Voix        | %           |  |
| ---------------- | --------------------------- | -------------- | ------------ | ------------ | ----------- | ----------- |  |
|                  | André Duroméa sortant réélu | PCF            | 23 367       | 49,01        | 26 094      | 60,24       |  |
|                  | Raymond Réjaud              | UDR (URP)      | 14 359       | 30,12        | 17 226      | 39,76       |  |
|                  | René Bellenger              | CD (PDM)       | 4 266        | 8,95         |             |             |  |
|                  | Lucien Lhonorey             | FGDS (SFIO)    | 3 492        | 7,32         |             |             |  |
|                  | Michel Le Borgne            | PSU            | 2 194        | 4,60         |             |             |  |
|                  |                             |                |              |              |             |             |  |
| Inscrits         | Inscrits                    | Inscrits       | 59 253       | 100,00       | 59 251      | 100,00      |  |
| Abstentions      | Abstentions                 | Abstentions    | 10 850       | 18,31        | 14 735      | 24,87       |  |
| Votants          | Votants                     | Votants        | 48 403       | 81,69        | 44 516      | 75,13       |  |
| Blancs et nuls   | Blancs et nuls              | Blancs et nuls | 725          | 1,5          | 1 196       | 2,69        |  |
| Exprimés         | Exprimés                    | Exprimés       | 47 678       | 98,5         | 43 320      | 97,31       |  |
| Source : CEVIPOF |                             |                |              |              |             |             |  |

#### Huitième circonscription (Yvetot)
|                             | Roger Fossé sortant réélu | UDR (URP)      | 24 317 | 58,16  |  |  |  |
|                             | Pierre Bobée              | FGDS (CIR)     | 7 285  | 17,42  |  |  |  |
|                             | Michel Poimbœuf           | CD (PDM)       | 5 183  | 12,42  |  |  |  |
|                             | Pierre Menet              | PCF            | 5 026  | 12,02  |  |  |  |
|                             |                           |                |        |        |  |  |  |
| Inscrits                    | Inscrits                  | Inscrits       | 50 363 | 100,00 |  |  |  |
| Abstentions                 | Abstentions               | Abstentions    | 7 622  | 15,13  |  |  |  |
| Votants                     | Votants                   | Votants        | 42 741 | 84,87  |  |  |  |
| Blancs et nuls              | Blancs et nuls            | Blancs et nuls | 930    | 2,18   |  |  |  |
| Exprimés                    | Exprimés                  | Exprimés       | 41 811 | 97,82  |  |  |  |
| Source : Gallica et CEVIPOF |                           |                |        |        |  |  |  |

#### Neuvième circonscription (Dieppe)
| Candidat                    | Candidat                     | Parti          | Premier tour | Premier tour | Second tour | Second tour |  |
| Candidat                    | Candidat                     | Parti          | Voix         | %            | Voix        | %           |  |
| --------------------------- | ---------------------------- | -------------- | ------------ | ------------ | ----------- | ----------- |  |
|                             | Raymond Offroy sortant réélu | UDR (URP)      | 18 413       | 39,32        | 23 673      | 50,8        |  |
|                             | Louis Boisson                | FGDS (SFIO)    | 12 287       | 26,24        | 22 929      | 49,2        |  |
|                             | Léon Rogé                    | PCF            | 10 606       | 22,65        | Retrait     | Retrait     |  |
|                             | Michel Fihue                 | CD (PDM)       | 5 526        | 11,8         |             |             |  |
|                             |                              |                |              |              |             |             |  |
| Inscrits                    | Inscrits                     | Inscrits       | 56 707       | 100,00       | 56 685      | 100,00      |  |
| Abstentions                 | Abstentions                  | Abstentions    | 9 216        | 16,25        | 9 315       | 16,43       |  |
| Votants                     | Votants                      | Votants        | 47 491       | 83,75        | 47 370      | 83,57       |  |
| Blancs et nuls              | Blancs et nuls               | Blancs et nuls | 659          | 1,39         | 768         | 1,62        |  |
| Exprimés                    | Exprimés                     | Exprimés       | 46 832       | 98,61        | 46 602      | 98,38       |  |
| Source : Gallica et CEVIPOF |                              |                |              |              |             |             |  |

#### Dixième circonscription (Gournay-en-Bray)
|                             | Georges Delatre sortant réélu | UDR (URP)      | 21 502 | 56,74  |  |  |  |
|                             | Étienne des Roys              | CD (PDM)       | 7 659  | 20,21  |  |  |  |
|                             | Roland Maillet                | FGDS (Radical) | 4 526  | 11,94  |  |  |  |
|                             | Jean Garraud                  | PCF            | 4 208  | 11,1   |  |  |  |
|                             |                               |                |        |        |  |  |  |
| Inscrits                    | Inscrits                      | Inscrits       | 47 489 | 100,00 |  |  |  |
| Abstentions                 | Abstentions                   | Abstentions    | 8 732  | 18,39  |  |  |  |
| Votants                     | Votants                       | Votants        | 38 757 | 81,61  |  |  |  |
| Blancs et nuls              | Blancs et nuls                | Blancs et nuls | 862    | 2,22   |  |  |  |
| Exprimés                    | Exprimés                      | Exprimés       | 37 895 | 97,78  |  |  |  |
| Source : Gallica et CEVIPOF |                               |                |        |        |  |  |  |